# 636 Erika
636 Erika este un asteroid din centura principală, descoperit pe 8 februarie 1907, de Joel Metcalf.